# Scientist Rebellion
Scientist Rebellion (SR) is een internationale organisatie van wetenschappers die zich inzet vóór klimaatrechtvaardigheid en tegen vernietiging van het milieu. Als zusterorganisatie van Extinction Rebellion nemen deze academici ook deel aan acties van burgerlijke ongehoorzaamheid en trainen zich in geweldloos verzet.

## Acties
Scientist Rebellion is opgericht in maart 2021 en wereldwijd in zo’n vijftig landen actief – van Argentinië tot de Verenigde Staten. De Nederlandse tak telt ongeveer 100 mensen. In navolging van Extinction Rebellion heeft SR de laatste jaren ook campagne gevoerd tegen de subsidies voor de fossiele brandstof en deelgenomen aan de blokkade van de A12 op 28 januari 2023, waarbij 16 leden van de organisatie werden gearresteerd.
Scientist Rebellion organiseerde in april 2022 een grote campagne tegen opwarming van de aarde. Meer dan 1000 wetenschappers uit 25 landen namen deel aan deze actie.
Op 10 november 2022 blokkeerden honderden activisten, waaronder 129 wetenschappers, 11 internationale vliegvelden om een verbod op privé vliegtuigen af te dwingen. Ook een deel van Schiphol was enige tijd van de buitenwereld afgesloten.
De organisatie protesteerde ook tegen het verlenen van een boorvergunning voor gaswinning in de Waddenzee. Ecologisch microbioloog Marjan Smeulders was één van de actievoerders. Zij vindt het haar verantwoordelijkheid om zich in te zetten voor het milieu en het klimaat. Ze wijst ook op academici in andere vakgebieden, bijvoorbeeld genderstudies en migratie die zich mengen in het maatschappelijk debat.

## Wetenschap en activisme
Het vertrouwen in de wetenschap is groot. Uit een enquête van het Rathenau Instituut blijkt dat de mensen meer vertrouwen hebben in de wetenschap dan in de rechtspraak en de media.
Hoewel het een van de wettelijke taken van de universiteiten is om kennis ten behoeve van de maatschappij uit te dragen zijn er ook zorgen over de wetenschappelijke onafhankelijkheid. Geld en ideologie vormen een reële bedreiging. Daarmee staat de universiteit niet langer boven de maatschappelijke polarisatie, maar vormt zij een onderdeel hiervan. Verwezen wordt naar de situatie in de Verenigde Staten, waar een aantal academische instellingen ideologisch gebonden is.
Kennis en advies behoren de primaire taak van een wetenschapper te zijn. Anderen kunnen dan een afgewogen beslissing nemen op grond van wetenschappelijke feiten.
De taak van de wetenschapper is informatie aan te dragen, zonder daarbij persoonlijke opvattingen te ventileren. Al is werkelijke objectiviteit en waardevrije wetenschap onmogelijk. Activisten streven naar sociale verandering en de wetenschapper, die zich als activist opstelt, kan zijn wetenschappelijk gezag verliezen.
Historicus Leo Lucassen laat in de media regelmatig een kritisch geluid horen over het migratiebeleid en krijgt het verwijt dat hij zich te activistisch opstelt. Hij bestrijdt dit en betoogt dat hij vooral wetenschappelijke feiten over migratie te berde brengt.
Promovendus Fabian Dablander vat de doelstellingen van SR als volgt samen: "In het algemeen denk ik dat wetenschappers hun status en rol in de samenleving kunnen gebruiken om de implementatie van klimaatmaatregelen te versnellen. Dit is ook een doel van Scientist Rebellion, om voor de wetenschappelijke gemeenschap te zijn wat Greta Thunberg was voor de jeugd. De tijd is nu gekomen. We moeten van onderaf snelle veranderingen afdwingen, want regeringen zullen ons niet redden."